# LiVES
LiVES (acrónimo del inglés: Linux Video Editing System) es un completo sistema de edición de vídeo, actualmente soportado en la mayoría de los sistemas y plataformas.
Lives tiene la capacidad de editar vídeo en tiempo real, además de logrados efectos, todo en una sola aplicación.
Cuenta con las características necesarias para ser calificado como una herramienta profesional, creando por ejemplo vídeos con movimientos de variadas formas.